# Universitätskrankenhaus Lund

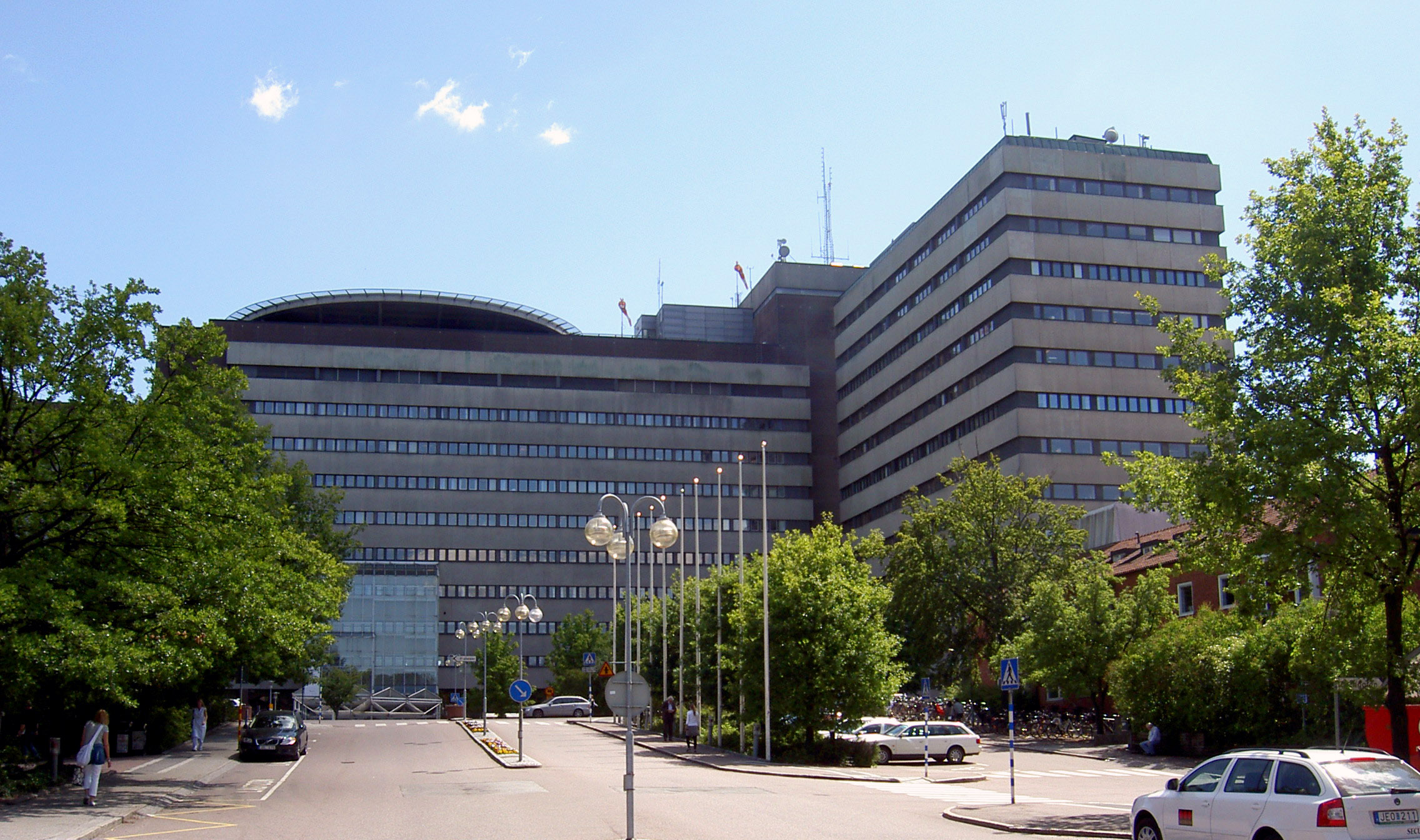
Blocket, Hauptgebäude des USiL

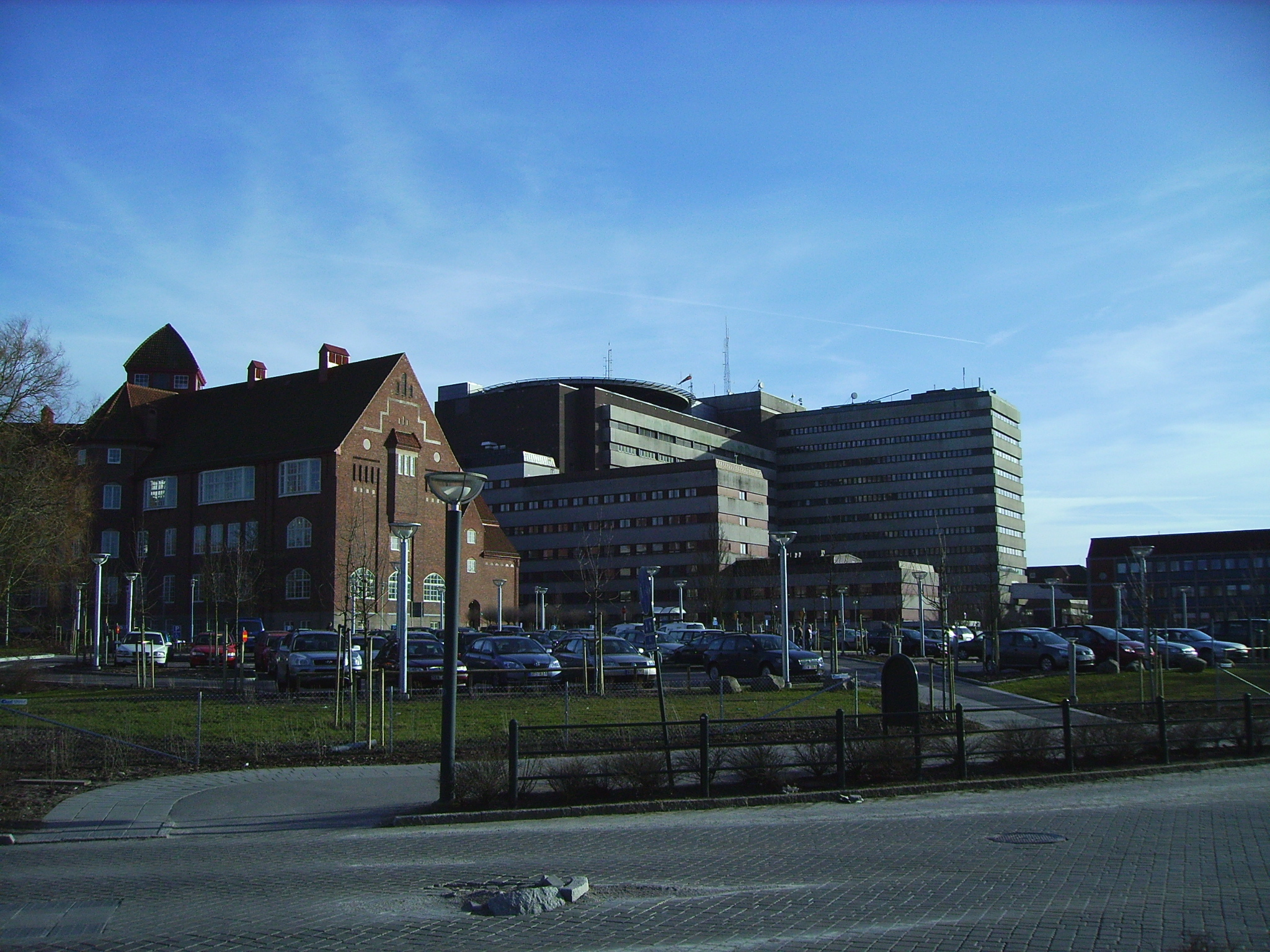
USiL, Gesamtansicht

Das Universitätskrankenhaus Lund (Universitetssjukhuset i Lund (USiL)) in der südschwedischen Stadt Lund, ist eines der ältesten Krankenhäuser Schwedens. 
Das 1768 gegründete Krankenhaus mit Einzugsbereich in ganz Südschweden hat etwa 7.800 Angestellte und beherbergt unter anderem hochspezialisierte Medizinbereiche wie Neurochirurgie, Innere Medizin und Pränatalmedizin. Das Jahresbudget für 2006 lag bei 5,4 Milliarden SEK, was etwa 582 Mio. Euro entspricht.

## Geschichte
Schon vor dem 19. Jahrhundert existierten verschiedene Krankenhäuser in Lund, jedoch wurde erst 1864 mit dem Gamla Kirurgen ein zentrales Krankenhaus errichtet. Die vorhandenen Gebäude reichten jedoch nicht aus und so wurde kurz vor dem Ersten Weltkrieg ein zusammenhängender Komplex nahe der Allhelgonakyrkan errichtet, der heute von der Universität Lund genutzt wird.
In den 1940ern begann man mit Ausbauten im Gebiet nördlich der Universitätsbibliothek. Ein neues Kinderkrankenhaus wurde 1951 eröffnet. In dieser Zeit entstanden auch die Onkologie und die Hals-Nasen-Ohrenklinik, möglich gemacht vor allem durch Stiftungen des Königshauses. Dennoch konnte das Platzdefizit nicht gemindert werden und so wurde 1964 damit begonnen, einen weiteren Neubau zu errichten. Dieser wurde in Rekordzeit gebaut und 1968 von dem ehemaligen Ministerpräsidenten Tage Erlander eingeweiht. Der Umzug in den Neubau war zwei Jahre später abgeschlossen, auch die neue Lungenklinik befand sich nun unter neuem Dach. Der Blocket, das Hauptgebäude des Krankenhauses, ist heute mit 55 m eines der höchsten Bauwerke der Stadt.
Seit den 1970ern wurden einige Um- und Erweiterungsbauten realisiert. So kam neben neuen Parkhäusern und dem Busterminal 2001 auch ein neues Kinderkrankenhaus hinzu. Jüngste Neuerungen sind das Ronald-McDonald-Haus, der Helikopterlandeplatz sowie die neue Notaufnahme, die 2004 eingeweiht wurde.